# Częstochowa
Częstochowa (pronunțat în polonezăⓘ; în cehă Čenstochová, în germană Tschenstochau) este un municipiu în voievodatul Sileziei, sud-vestul Poloniei. În oraș se află un sanctuar al Fecioarei Maria, mănăstirea Jasna Góra. Aceasta este un loc de pelerinaj în Biserica Catolică datorită faptului că adăpostește o icoană cunoscută sub numele Madona Neagră de la Częstochowa. Tot aici se află sediul Arhidiecezei de Częstochowa.
Papa Ioan Paul al II-lea, originar din Polonia, a vizitat de mai multe ori acest sanctuar în timpul pontificatului său. În mai 2006 și papa Benedict al XVI-lea a efectuat o vizită aici.

## Personalități născute aici
- Bronisław Huberman (1882 - 1947), violonist evreu;
- Samuel Willenberg (1923 - 2016), luptător voluntar în Armata Poloneză, supraviețuitor al Holocaustului;
- Adam Smelczyński (1930 - 2021), trăgător de tir, medaliat olimpic;
- Kalina Jędrusik (1931 - 1991), actriță, cântăreață;
- Halina Poświatowska (1935 - 1967), scriitoare;
- Jerzy Kulej (1940 - 2012), boxer, politician.